# Moteur avec quatre cylindres à plat

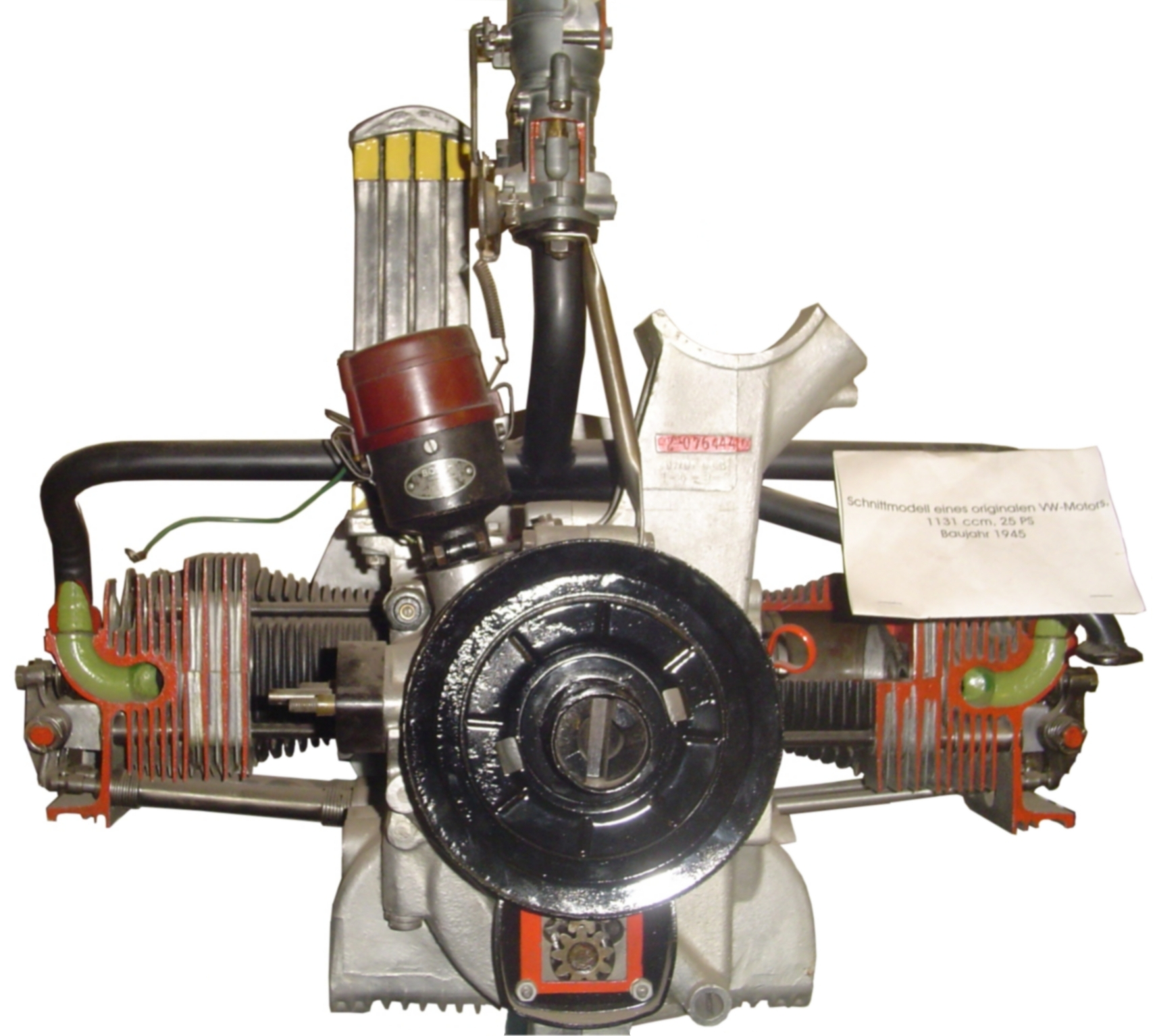
Moteur Volkswagen 1131 cm3 en coupe (1945).

Un moteur avec quatre cylindres à plat, également connu sous le nom de moteur à quatre cylindres opposés horizontalement, est un moteur à pistons 4-cylindres. Les deux bancs de cylindres étant situés de part et d'autre d'un vilebrequin commun. Le moteur 4-cylindres à plat le plus courant est le moteur boxer, chaque paire de pistons opposés se déplaçant vers l'intérieur et vers l'extérieur en même temps.
Un moteur 4-cylindres boxer possède un équilibre primaire et secondaire parfait, mais sa conception à deux culasses induit un coût de fabrication plus important qu'un moteur en ligne. Les moteurs 4-cylindres boxer sont utilisés dans les voitures depuis 1897, en particulier Volkswagen et Subaru. Ils ont également été parfois utilisés dans des motos et fréquemment sur des avions. Cessna et Piper utilisent des moteurs à plat Lycoming et Continental dans les avions civils les plus répandus au monde, le Cessna 172 et le Piper Cherokee.

## Conception

Animation d'un moteur 4-cylindres boxer.

La plupart des moteurs 4-cylindres à plat sont conçus de manière que chaque paire de pistons opposés se déplace vers l'intérieur et l'extérieur en même temps. Cette configuration est connue sous le nom de « boxer » (un peu comme deux boxeurs frappant leurs gants avant un combat). Les termes « flat-four » et « boxer-four » sont très souvent utilisés comme synonymes.
Les avantages d'une disposition 4-cylindres boxer sont une vibration secondaire parfaite (entraînant une vibration minimale), un centre de gravité abaissé et une longueur de moteur réduite. Cette architecture se prête également à un refroidissement par air efficace, le flux d'air étant uniformément réparti sur les 4-cylindres. Sur les avions, cela évite d'avoir à installer de lourds systèmes de refroidissement liquide.
Les inconvénients des moteurs 4-cylindres boxer (par rapport aux 4-cylindres en ligne) sont leur largeur plus importante, les coûts supplémentaires liés aux deux culasses au lieu d'une seule et la nécessité d'un collecteur d'échappement long afin d'obtenir des impulsions d'échappement régulièrement espacées. En raison de ces facteurs, les moteurs avec quatre cylindres en ligne sont plus couramment utilisés que les moteurs 4-cylindres à plat, les moteurs V6 étant eux plus souvent utilisés lorsque des cylindrées plus importantes sont nécessaires.

### Équilibrage moteur
Les forces égales et opposées générées dans un moteur 4-cylindres boxer entraînent un équilibre secondaire parfait (contrairement aux forces verticales déséquilibrées produites par les moteurs à 4-cylindres en ligne). Les moteurs 4-cylindres boxer sont donc mieux adaptés aux cylindrées supérieures à 2 000 cm3, car ils ne nécessitent pas d'arbres d'équilibrage pour réduire la vibration secondaire.
En pratique, chaque cylindre d'un moteur boxer est légèrement décalé par rapport à la paire de cylindres opposés en raison de la distance entre les manetons le long du vilebrequin. Cette distance de décalage signifie que les forces mécaniques, égales et opposées de chaque paire de cylindres, produisent un couple de renversement (p27). La vibration qui en résulte n'est généralement pas assez élevée pour nécessiter l'installation d'arbres d'équilibrage.
Comme pour tous les moteurs 4-temps à quatre cylindres ou moins, l'absence de chevauchement des courses des pistons entraîne une transmission pulsée du couple au volant moteur, provoquant une vibration de torsion le long de l'axe du vilebrequin. Cette vibration peut être minimisée à l'aide d'un amortisseur harmonique.

### Collecteur d'échappement
L'ordre d'allumage typique pour un moteur 4-cylindres boxer est que les cylindres du banc gauche s'allument les uns après les autres, suivis de ceux du banc droit (ou vice versa), avec un intervalle d'allumage régulièrement espacé à 180 degrés. Traditionnellement, les échappements des deux cylindres de chaque banc étaient fusionnés, avec les pulsations d'échappement inégales provoquant un son d'échappement caractéristique à « quatre pulsations ».
L'autre configuration d'échappement courante (comme celle utilisée par Subaru depuis le milieu des années 2000) consiste à coupler les cylindres avec un décalage d'intervalle d'allumage de 360 degrés, afin d'optimiser les pulsations d'échappement,,. Cette configuration nécessite des collecteurs d'échappement plus longs afin de synchroniser les cylindres des bancs opposés. Cela se traduit par un son d'échappement moins typique.

## Utilisation dans l'automobile

### 1900 - 1935

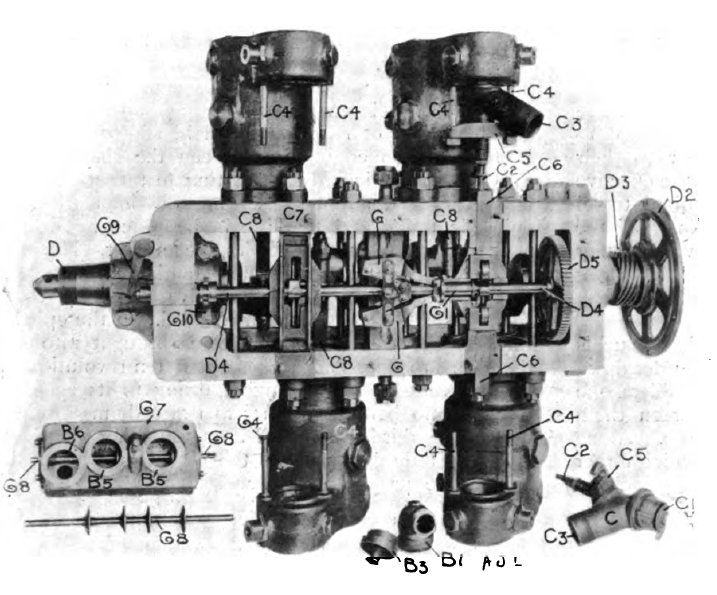
Moteur à refroidissement liquide Wilson-Pilcher (1904).

En 1900, le premier moteur 4-cylindres à plat a été produit par Benz & Cie. Celui-ci était basé sur le moteur Benz bicylindre à plat « contra » de 1897. Ce moteur conçu par Georg Diehl était utilisé dans les voitures de course Benz. Il produisait 20 ch (15 kW) pour une cylindrée de 5,4 L.
En 1901, la société londonienne Wilson-Pilcher commercialisa sa première voiture propulsée par un moteur 4-cylindres à plat. Ce moteur, monté longitudinalement dans le châssis, était à refroidissement liquide et produisait 10 ch (7 kW) pour une cylindrée de 2,4 L. Fait inhabituel pour l'époque, l'alésage et la course avaient des valeurs égales, chacun étant de 95 mm.
En 1902, l'automobile Buffum est dotée d'un moteur à quatre cylindres opposés d'une puissance nominale de 16 ch (12 kW). Herbert H. Buffum produisit la Buffum à Abington, Massachusetts, de 1903 à 1907.

La société tchèque Tatra avait déjà produit des moteurs bicylindres à plat, mais la Tatra 30 de 1926 était le premier modèle propulsé par un moteur 4-cylindres à plat. Dans les années 1920 et 1930 Tatra produisit différents modèles de moteurs 4-cylindres à plat.

### 1936 - 1999
La Tatra T97 de 1936 fut un modèle pionnier de la disposition moteur arrière, 4-cylindres à plat refroidi par air et châssis séparé (plus tard utilisé sur la Volkswagen Coccinelle). À la même période, bien que non lié, apparut le Steyr 50 autrichien, arborant un moteur 4-cylindres boxer monté à l'avant et à propulsion arrière. Toujours en 1936, la société anglaise Jowett élargit sa gamme à moteurs bicylindres à plat pour inclure également des moteurs 4-cylindres à plat. La production des moteurs 4-cylindres à plat Jowett s'est poursuivie jusqu'en 1954, année à partir de laquelle la berline Javelin et les modèles sportifs Jupiter ont cessé d'être produits.
Le moteur à quatre cylindres à plat ayant connu la production la plus longue dans le temps est le moteur Volkswagen refroidi par air conçu par Porsche. Celui-ci a été produit de 1938 à 2006 et a été utilisé dans la célèbre Coccinelle à moteur arrière (1938-2006) et le Transporter (1950-1990). Son architecture a également été utilisée sur les modèles Porsche 356 (1948-1965), 550 (1953-1956), 912 (1965-1969) et 914 (1969-1976). En 1982, afin de se conformer aux réglementations sur les émissions d'échappement, une version à refroidissement liquide appelée Volkswagen Wasserboxer fut installée sur le Transporter T3.
Au cours des années 1960 et 1970, plusieurs fabricants ont produit des moteurs 4-cylindres à plat, notamment Citroën avec son moteur refroidi par air, Alfa Romeo avec son moteur boxer à refroidissement liquide (animant également la Nissan Cherry N12 produite en Italie) et Subaru avec son moteur EA à refroidissement liquide.
Deux moteurs importants conçus pendant cette période n'ont jamais connu la production en série. Le premier, en 1947, était le moteur à soupapes latérales Morris 800 cm3 d'Alec Issigonis destiné à l'origine à la Morris Minor. Le second était le moteur Ferguson 2,2 L SOHC de Claude Hill en 1966 (projet de recherche sur les véhicules R5).

### 2000 - aujourd'hui

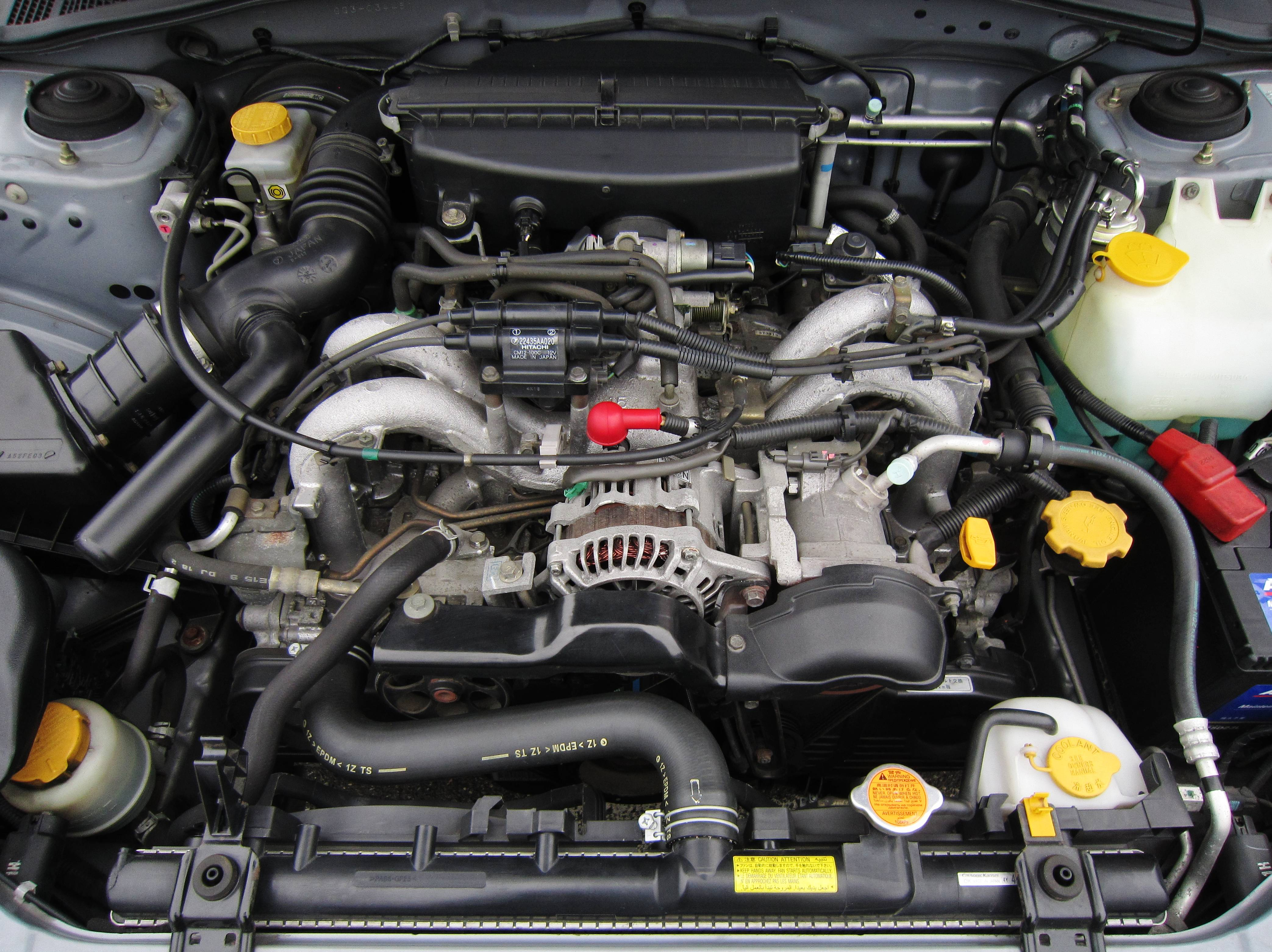
Moteur Subaru EJ15 (2004).

Dans les années 2000, la plupart des fabricants avaient remplacé les moteurs 4-cylindres à plat par des moteurs 4-cylindres en ligne. Une exception notable est Subaru, avec la dernière itération de son moteur 4-cylindres à plat, le Subaru EJ à refroidissement liquide disponible dans une version turbocompressée sur la berline sportive Subaru WRX et son homologue World Rally Car. L'utilisation par Subaru de la transmission intégrale était un facteur dans le maintien du moteur 4-cylindres à plat, car la longueur plus courte de ce moteur facilite l'installation des éléments de la transmission intégrale dans le châssis. Bien que plus cher à produire qu'un moteur à quatre cylindres en ligne, son moteur à plat permet à Subaru de construire un véhicule à traction intégrale avec peu de frais supplémentaires par rapport à une transmission à deux roues motrices classique.

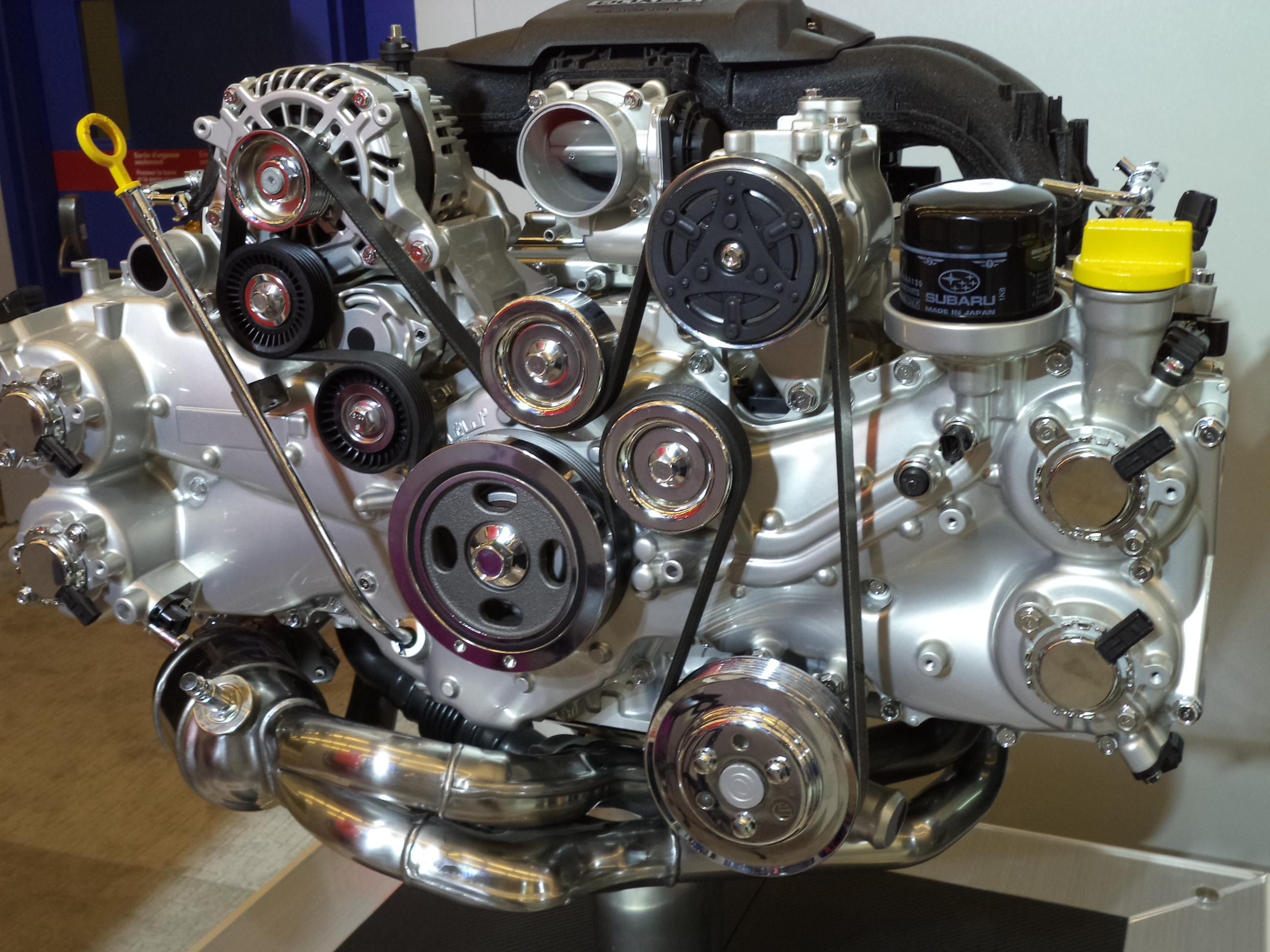
Moteur Subaru FA (2012-aujourd'hui).

En 2012, une version à aspiration atmosphérique du moteur Subaru FA anime le coupé sport à propulsion de la Toyota 86 (également appelée Subaru BRZ et Scion FR-S). Ce moteur, à refroidissement liquide et injection directe d'essence, développe 197 ch (145 kW) pour une cylindrée de 2 000 cm3.
Les voitures de sport à moteur central Porsche Boxster/Cayman (982) ont reçu en 2016 à la place de leur moteur 6-cylindres à plat à aspiration atmosphérique, un moteur 4-cylindres à plat turbocompressé. Ces nouvelles Porsche 718 Boxster et 718 Cayman embarquent le premier 4-cylindres à plat Porsche depuis le milieu des années 1970. Ce moteur d'une cylindrée de 2 à 2,5 L (S et GTS) développe jusqu'à 370 ch (272 kW). Plusieurs essayeurs ont critiqué la sonorité sans intérêt des moteurs 4-cylindres des 718 Boxster/Cayman,,. En juin 2019, les 718 Boxster (GTS 4.0 et Spyder) et Cayman (GTS 4.0 et GT4) reçoivent en plus un 6-cylindres à plat de 4 L.

## Utilisation dans les motos

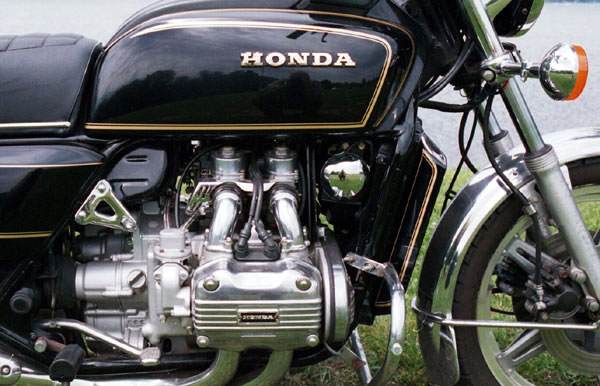
Honda GL1000.

La plupart des motos 4-cylindres utilisent une architecture en ligne, cependant plusieurs modèles sont dotés de moteurs 4-cylindres à plat avec une transmission par arbre :
- 1938-1939 : Zündapp K800 (refroidi par air) ;
- 1974-1987 : Honda Gold Wing (refroidissement liquide) ;
- 1955-1956 : Wooler 500 cm3 (refroidi par air) ;
- 1978-1986 : Amazonas, motos brésiliennes utilisant le 4-cylindres Volkswagen Coccinelle (refroidi par air) ;
- 1981-1982 : BFG 1300, utilisant le moteur Citroën 4-cylindres à plat refroidi par air. Environ 450 exemplaires ont été construits, dont un quart achetés par la police française[15],[16].

## Utilisation dans les avions

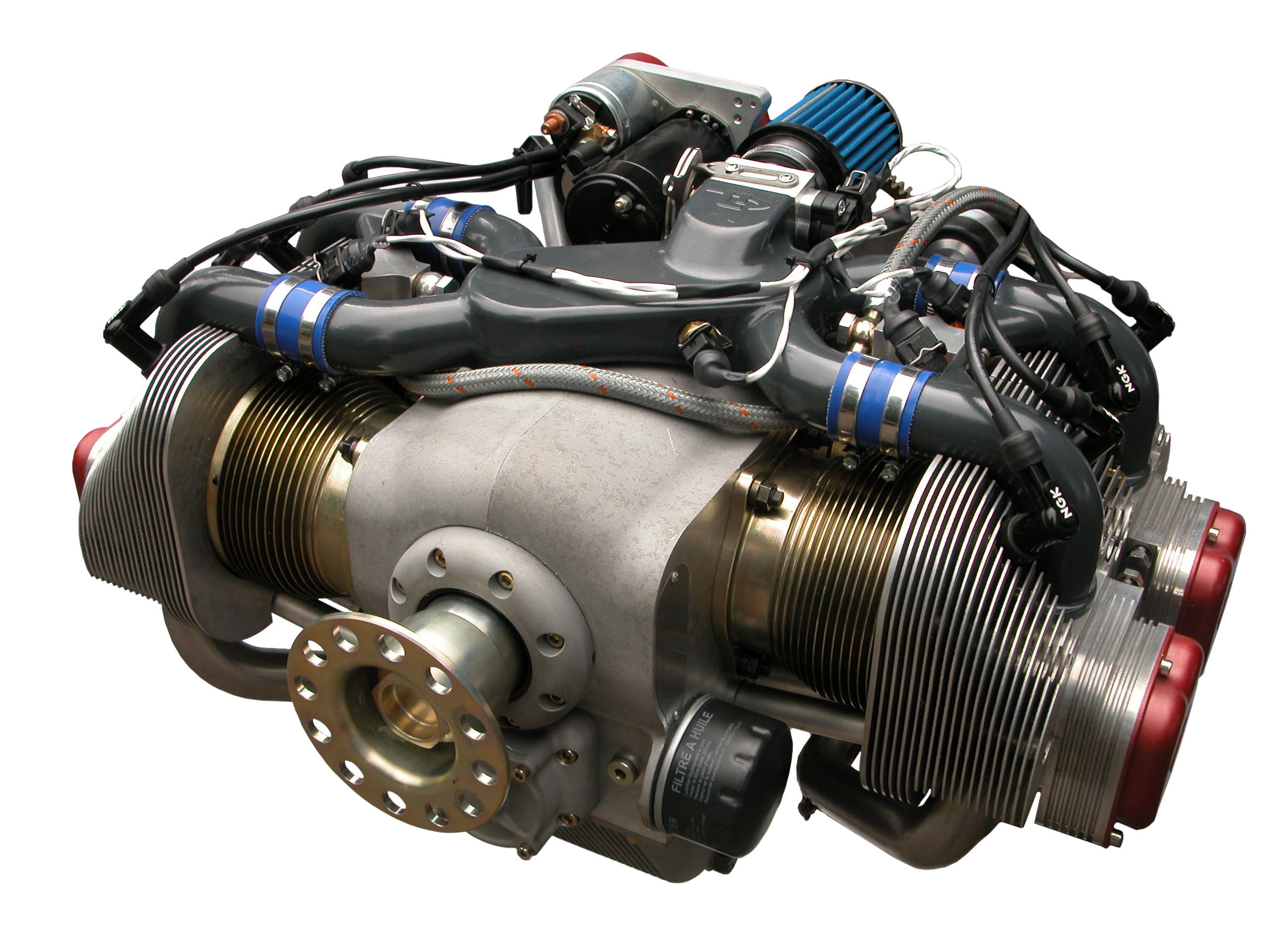
Moteur avion ULPower UL260i.

Les avions légers utilisent couramment des moteurs 4-cylindres à plat, avec des cylindrées allant jusqu'à 6,4 L, issus des fabricants tels que Lycoming Engines, Continental Motors et Franklin Engine Company.
Pour les avions radiocommandés, quatre moteurs à plat avec des cylindrée de 40 à 50 cm3 sont produits par des sociétés comme O.S. Engines.